# Karolinenfrage
Die Karolinenfrage (auch Karolinenstreit) war ein Streit zwischen dem Deutschen Kaiserreich und dem Königreich Spanien um die Souveränität über die Karolinen und Palauinseln im Westpazifik. Der Streit wurde 1885 ausgetragen. Damals hatte die koloniale Expansion Deutschlands begonnen; Spanien dagegen war schon seit dem 16. Jahrhundert eine Kolonialmacht.

## Hintergründe

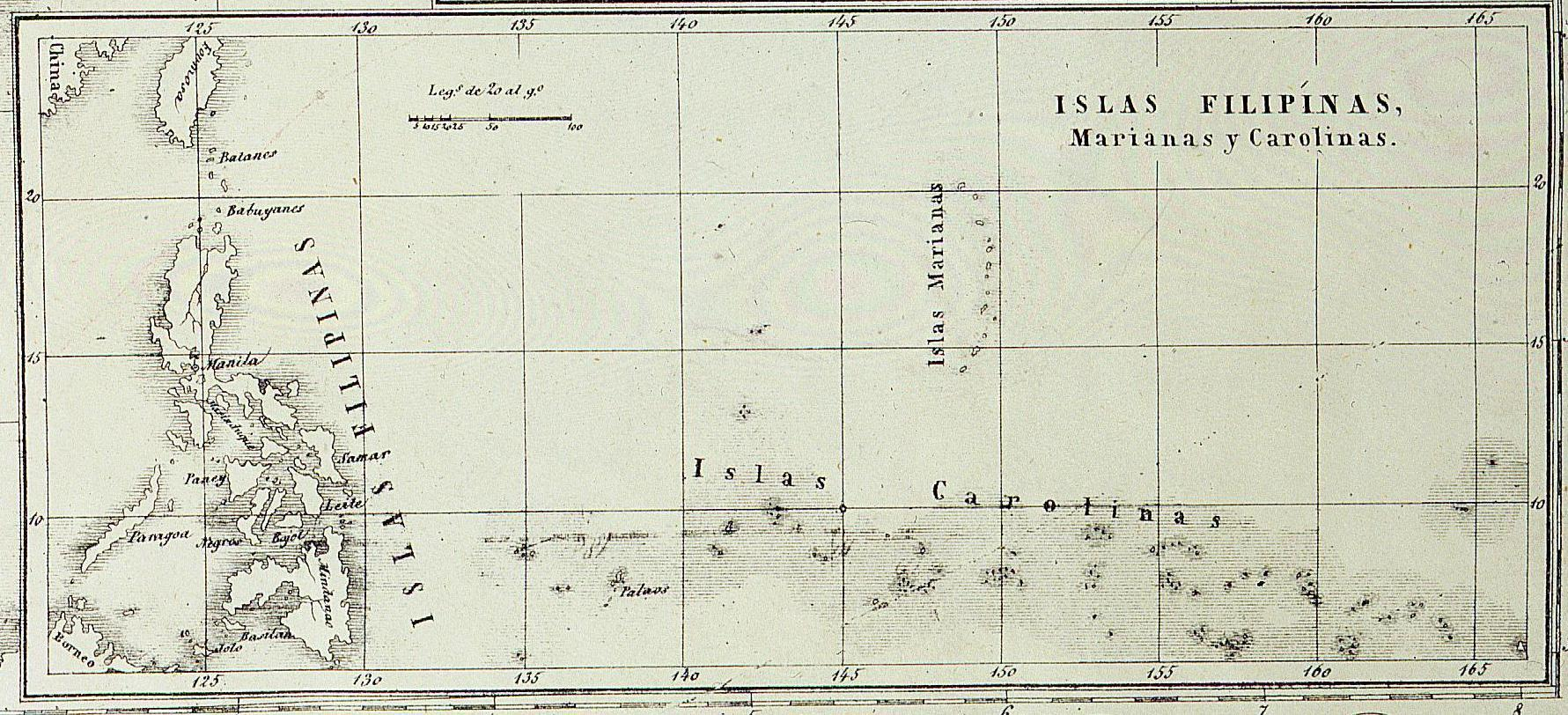
Karte Spanisch-Ostindiens von 1858

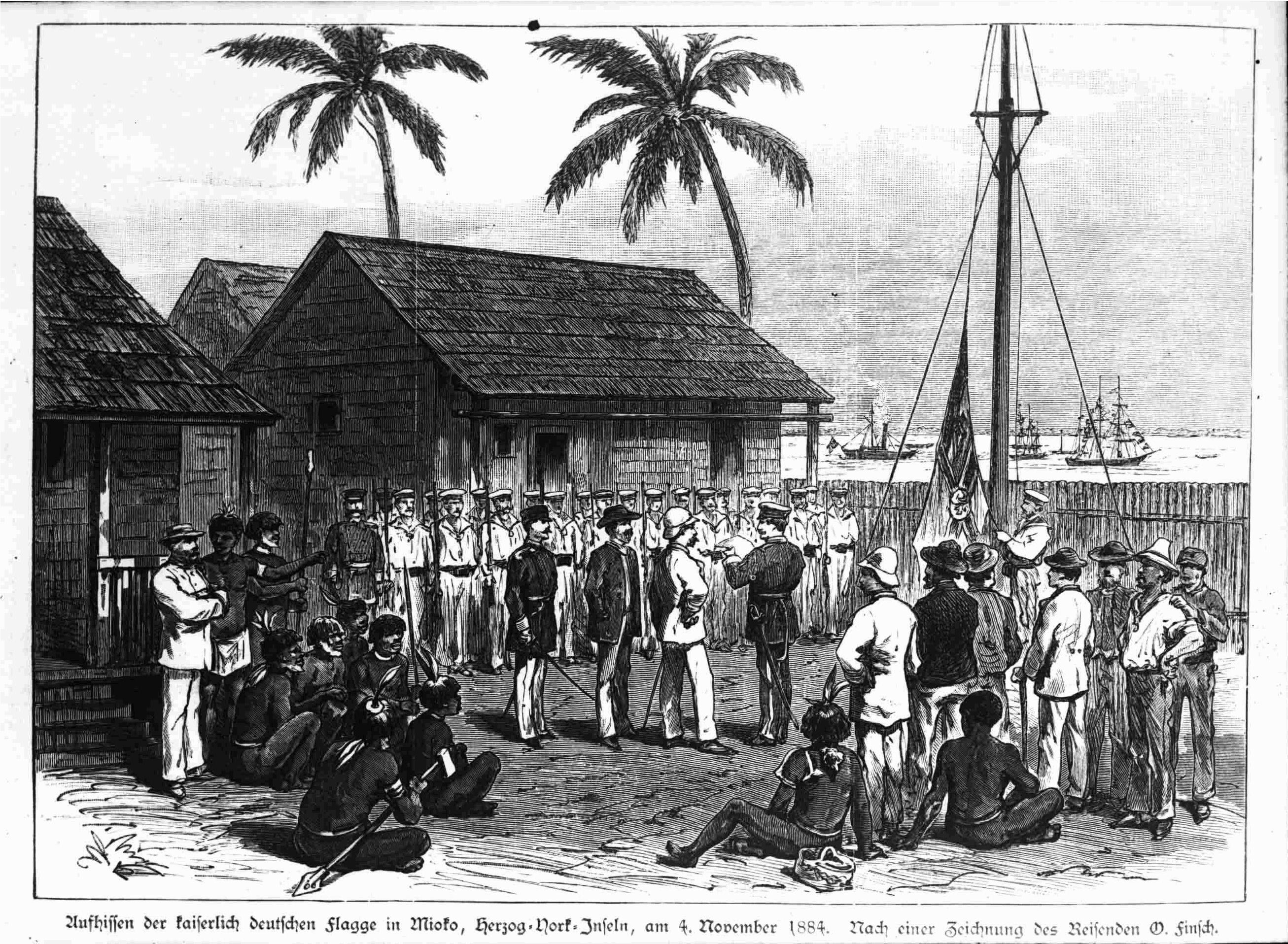
Flaggenhissung auf Mioko im November 1884: Deutschland wird Kolonialmacht in der Südsee

Um 1875 verständigten sich Deutschland und Spanien darauf, die spanische Zollhoheit der Philippinen nicht auf die Karolinen auszudehnen. Als Gründe galten die mangelnde effektive Herrschaftsausübung Spaniens und der Schutz des deutschen Handels. Dennoch zählte Spanien die Inseln als Teil Spanisch-Ostindiens seit der Entdeckungszeit und dem Vertrag von Saragossa (1529) zu seiner Interessensphäre.
Ab 1884 trat Deutschland auch als Kolonialmacht in Erscheinung. Im April 1884 vereinbarten das Deutsche Kaiserreich und Großbritannien in einem Vertrag, dass der Nordosten Neuguineas und die nördlich davon gelegenen Inseln deutsche Interessensphäre seien. Anfang November 1884 wurde auf der zwei Quadratkilometer großen Insel Mioko im späteren Bismarck-Archipel die deutsche Flagge gehisst. 
Unklar blieb zunächst, wo Deutschland außerhalb der britischen Anspruchszone Ansprüche erheben wollte.

## Streitfrage und Hergang
Am 23. Januar 1885 bat das Hamburger Unternehmen Robertson & Hernsheim die deutsche Regierung (Kabinett Bismarck), den Reichsschutz auf die Karolinen auszudehnen, um sein dortiges Handelsmonopol zu schützen. Der Kolonialdezernent im Auswärtigen Amt, Friedrich Richard Krauel, befürwortete das Ansinnen nachdrücklich und wandte sich an Unterstaatssekretär Herbert von Bismarck. Dessen Vater, Reichskanzler Otto von Bismarck, teilte die Auffassung, Spanien stehe angesichts der deutschen Expansion im Begriff, die Karolinen zu annektieren. Anfang Juni 1885 verbreitete sich das Gerücht, Spanien werde die Karolinen effektiv in Besitz nehmen und habe bereits einen Gouverneur ernannt. Am 21. Juli 1885 genehmigte Kaiser Wilhelm I. die deutsche Okkupation der Karolinen.

### Besitzergreifung
Bismarck bestätigte der deutschen Admiralität die Anweisung, die deutsche Flagge auch auf den Karolinen hissen zu lassen. Am 31. Juli 1885 erhielt Kapitänleutnant Paul Hofmeier, Kommandant des vor Shanghai liegenden Kanonenboots Iltis, den Befehl, auf Yap und auf den Palauinseln die deutsche Fahne zu hissen. Mit einheimischen Oberhäuptern sollten sogenannte Schutzverträge abgeschlossen werden, um der Besitzergreifung zusätzliche Legitimation zu verleihen.
Am 4. August 1885 unterrichteten deutsche Behörden die spanische Regierung (Ministerpräsident war damals Antonio Cánovas del Castillo) von der Ausdehnung des deutschen Schutzgebietes auf die Karolinen. Spaniens Außenminister José de Elduayen y Gorriti (1823–1898) bestritt umgehend die Berechtigung Deutschlands zu diesem Schritt. Die spanische Regierung schrieb in einer Note, die Karolinen gehörten bereits seit 1543 zu Spanien. Wenige Tage später versicherte Spanien allerdings die Handelsfreiheit für Deutsche auf den Karolinen. In Spanien begann indes eine Pressekampagne, die in antideutsche Proteste mündete. In Madrid und etwa 80 weiteren Orten des Landes fanden Demonstrationen statt; in Madrid demonstrierten über 30.000 Menschen.
Die Karolinenfrage hatte für Spanien auch eine innenpolitische Dimension. Der ungelöste Konflikt gab der republikanischen Opposition Anlass, König Alfons XII. vorzuführen. Der spanischen Regierung war daher daran gelegen, den Streit schnell beizulegen. Bismarck, vom Ausmaß der Proteste überrascht, ließ am 23. August 1885 mitteilen, Deutschland hege keine Absicht, in ältere Rechte einzugreifen. Für ihn nahm die Frage zunehmend politische und mithin unverhältnismäßige Züge an. Er schlug vor, eine dritte Macht als Schiedsstelle einzuschalten.
Eine Lösung zog sich in die Länge, weil Spanien keine Belege eines historischen Besitztitels über die Karolinen vorlegte und Bismarck die Schwäche des spanischen Königtums außenpolitisch gelegen kam. Nach seiner Auffassung ließen sich die kaiserlichen Monarchien Deutschland, Österreich-Ungarn und Russland anhand des Negativbeispiels Spanien enger zusammenschweißen. Zudem wollte das deutsche Auswärtige Amt zunächst die Berichte der Marine abwarten.

Bucht auf der Insel Yap (Westkarolinen), historische Aufnahme von 1910

Als am Abend des 25. August 1885 das deutsche Kanonenboot Iltis in den Hafen von Yap einlief, lagen dort bereits die spanischen Kriegsschiffe San Quentin und Manila vor Anker. Die Schiffe hatten den zukünftigen Gouverneur sowie Geistliche und Soldaten auf die Insel gebracht. Mit dem Bau einer spanischen Regierungsstation war bereits begonnen worden. Dennoch ließ Hofmeier die deutsche Flagge hissen, was die Spanier ebenfalls zum Aufziehen ihrer Nationalflagge veranlasste. Als ein Gefecht drohte, zogen sich die Spanier zurück und verließen die Insel.

### Annäherung
Als die Nachricht von der deutschen Flaggenhissung Madrid erreichte, kam es Anfang September 1885 zu Ausschreitungen um die dortige deutsche Gesandtschaft. Auch das deutsche Konsulat in Valencia wurde zum Ziel wütender Angriffe. Die spanische Regierung, der die Situation zu entgleiten drohte, drängte Deutschland nachdrücklich auf eine baldige Lösung. Ungeachtet der Spannungen setzte das Kanonenboot Albatross unter Korvettenkapitän Max Plüddemann die deutschen Flaggenhissungen zunächst fort und lief vom 20. September bis zum 18. Oktober 1885 zahlreiche Inseln der Karolinen an. Bismarck fürchtete jedoch, dass sich im Falle eines Krieges mit Spanien auch Frankreich auf dessen Seite stellen könnte, und lenkte schließlich ein.
Ausschlaggebend für die Annäherung war letztlich die zunehmende Beeinträchtigung der deutsch-spanischen Handelsbeziehungen (das Handelsvolumen hatte sich seit 1879 etwa verzehnfacht). Dies schien schwerer zu wiegen als der Besitz der Karolinen. So eröffnete Bismarck der Firma Robertson & Hernsheim am 22. September 1885, er fürchte keinen Krieg mit Spanien, doch gingen die Handelsinteressen vor. Die spanische Diplomatie griff dies sogleich auf und stellte die Verlängerung eines für Deutschland vorteilhaften Handelsabkommens in Aussicht, wenn Deutschland im Gegenzug die spanische Souveränität über die Karolinen anerkenne.

## Schlichtung

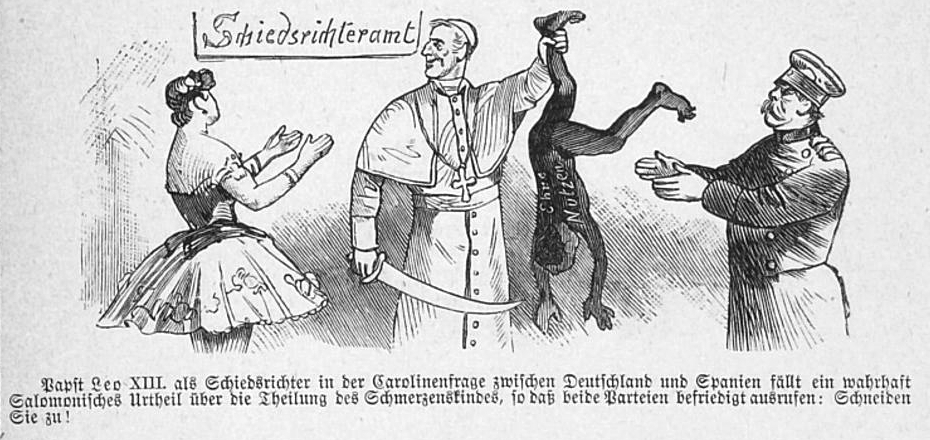
Karikatur im Wochenblatt Kladderadatsch vom 27. Dezember 1885: „Papst Leo XIII. als Schiedsrichter in der Karolinenfrage zwischen Deutschland und Spanien fällt ein wahrhaft salomonisches Urteil über die Theilung des Schmerzenskindes, so daß beide Parteien befriedigt ausrufen: Schneiden Sie zu!“

Trotz der Vorverständigung bestand Bismarck weiterhin auf einen unabhängigen Schiedsspruch. Andernfalls, äußerte er gegenüber Vertrauten, würde Deutschland zugeben, dass die Karolinen von jeher spanisch seien, die Einschätzung von 1875 demnach falsch gewesen sei. Am 29. September 1885 schlug Bismarck Papst Leo XIII. als Schiedsrichter vor, dessen Autorität das katholische Spanien kaum leugnen konnte. Zugleich sollte so das durch den Kulturkampf belastete Verhältnis zum Vatikan verbessert werden. Insgeheim wurde dem Papst mitgeteilt, Deutschland sei gegen Gewährung wirtschaftlicher Zugeständnisse zum Verzicht auf die Karolinen bereit.
Der Papst verkündete am 22. Oktober 1885 sein Urteil, das wie erwartet ausfiel: Die Inseln wurden Spanien mit der Auflage zugesprochen, möglichst rasch eine funktionierende Verwaltung einzurichten. Berlin wurden dafür Handelsfreiheit und Niederlassungsrecht auf den Karolinen sowie auch eine Kohlen- und Marinestation auf Yap zugestanden. Letzteres nahm Deutschland nicht in Anspruch. Die Haltung der Inselbewohner blieb außer Acht.
Als am 7. Dezember 1885 das Handelsabkommen zwischen Deutschland und Spanien tatsächlich verlängert wurde, stand auch der Verankerung des Papstspruchs in einem entsprechenden Vertrag nichts mehr in Wege. Mit dem deutsch-spanischen Vertrag, der am 17. Dezember 1885 in Rom unterzeichnet wurde, wurde der Karolinenstreit offiziell beigelegt.

Personen im Karolinenstreit
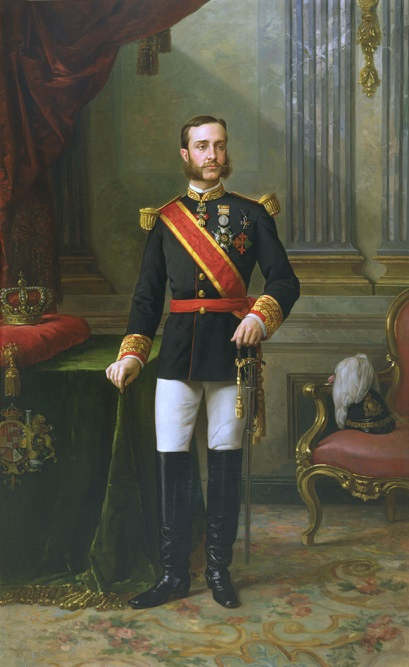
Alfons XII. von Spanien
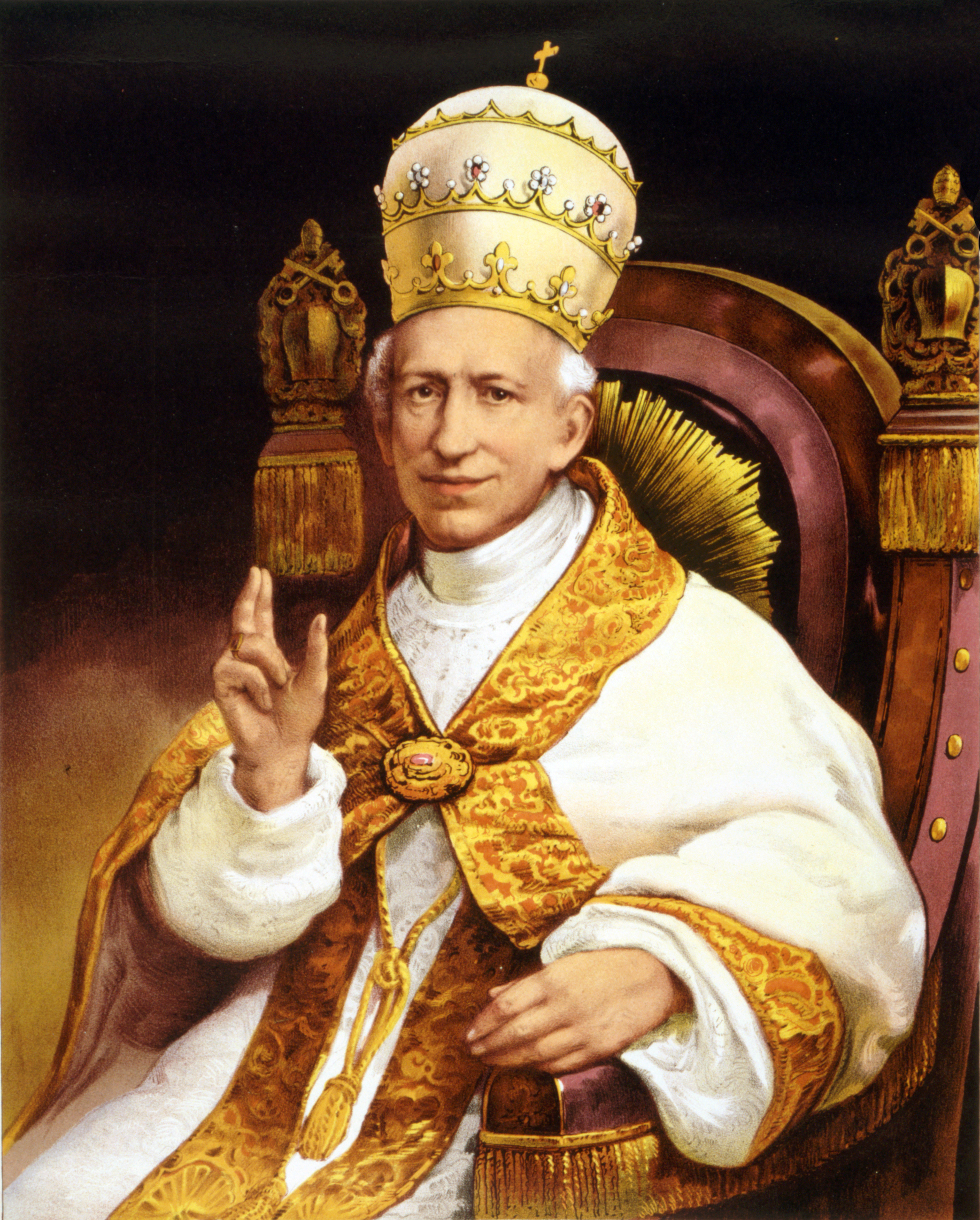
Papst Leo XIII.
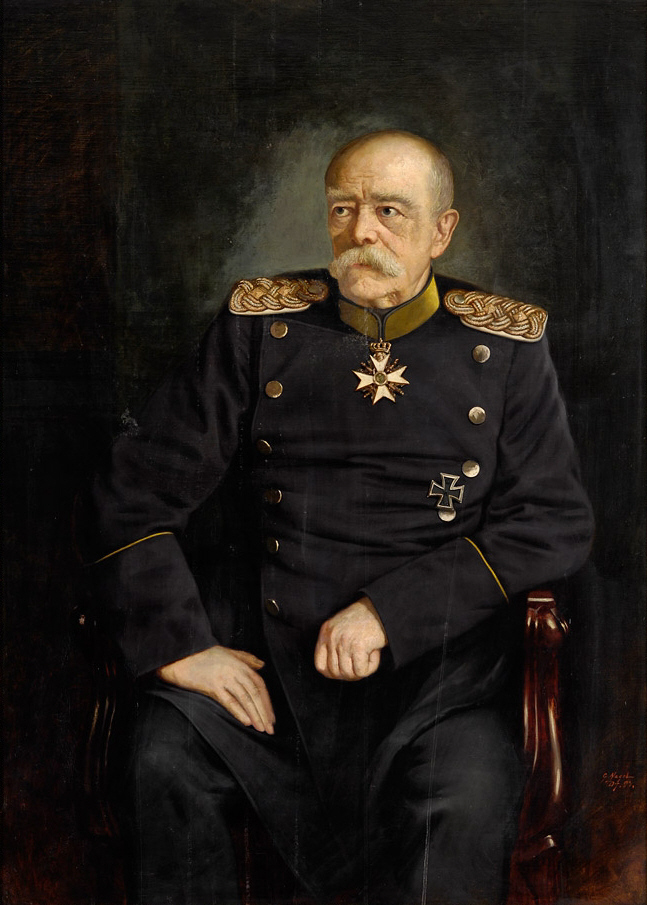
Reichskanzler von Bismarck

## Folgen

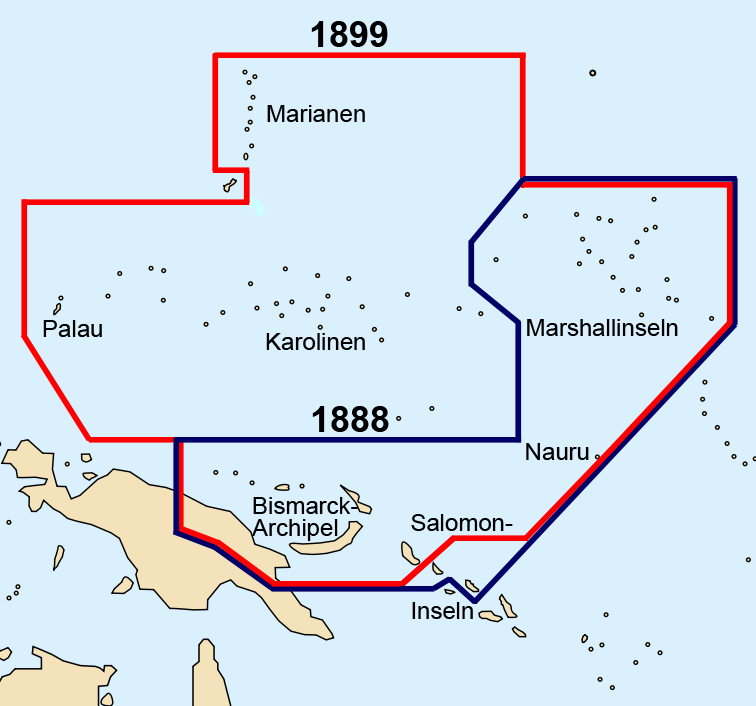
Das deutsche Südseegebiet nach dem Karolinenstreit (1888) und nach dem deutsch-spanischen Vertrag (1899)

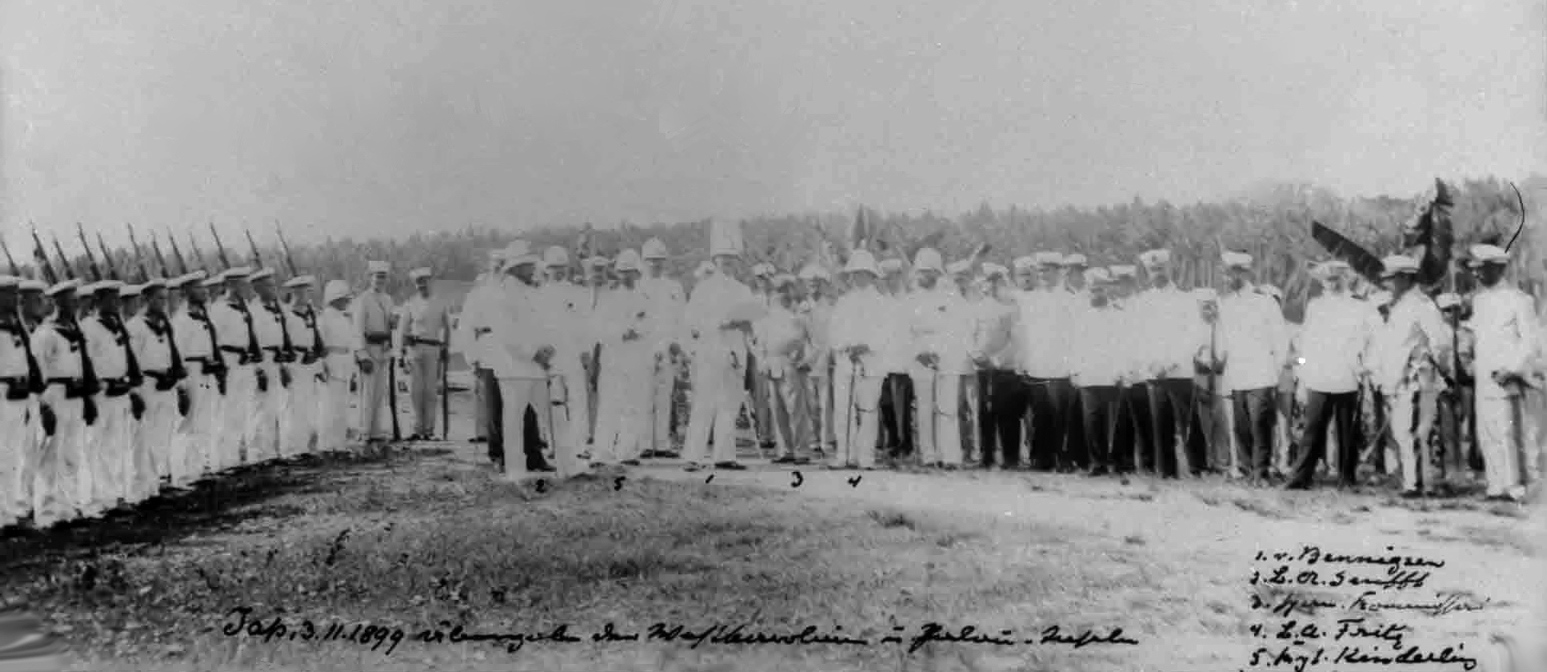
Übergabe der Westkarolinen und Palauinseln von Spanien an das Deutsche Reich – Yap, 3. November 1899

Der Ausgang des Karolinenstreits wurde in der zeitgenössischen Wahrnehmung sehr unterschiedlich beurteilt. Die deutschen Wertungen reichten von Verärgerung über eine zweite Niederlage Bismarcks nach dem Kulturkampf bis zum Lob über die friedliche Schlichtung und die „Rückgabe“ der Karolinen. Die kolonialkritische linksliberale Deutsche Freisinnige Partei sah das Ende des deutschen Kolonialismus heraufziehen. In Spanien regte sich Unzufriedenheit über die Zugeständnisse an Deutschland. Dies fand Ausdruck in einem populären Theaterstück, in dem die Kinder Hispania und Germania um die Puppe Carolina stritten, bis ihr Vater kam und entschied, die Puppe gehöre zwar Hispania, doch Germania dürfe mit ihr spielen.
Die Karolinenfrage rückte die mikronesische Inselwelt ins Licht internationaler Interessen. Bereits am 15. Oktober 1885 erklärte der Kommandant des deutschen Kanonenbootes Nautilus die noch unabhängigen Marshallinseln zum deutschen Protektorat. Zusammen mit Nauru, das 1888 hinzukam, sicherte Deutschland sich die Inseln östlich und südlich der Karolinen. Spanien begann 1887, die Karolinen tatsächlich in Besitz zu nehmen, traf aber auf einheimischen Widerstand.
Infolge des Spanisch-Amerikanischen Krieges verkaufte Spanien im deutsch-spanischen Vertrag von 1899 die Karolinen und die Palauinseln und nördlichen Marianen für knapp 16,6 Millionen Mark an das Deutsche Reich. Die Inseln wurden Teil der deutschen Südseebesitzungen, bis sie 1914 von Japan besetzt wurden, das nach dem Ersten Weltkrieg ein Mandat über sie erhielt.